# 1859
Il 1859 (MDCCCLIX in numeri romani) è un anno  del XIX secolo.

## Eventi
- Costruzione del primo pozzo di petrolio a Titusville (Pennsylvania, USA).
- Frédéric Mistral (Premio Nobel nel 1904) pubblica il poema Mirèio, interamente scritto in lingua provenzale.
- Ivan Turgenev dà alle stampe Nido di nobili, implacabile analisi della vita e dei misfatti della casta nobiliare russa.
- Bernhard Riemann pubblica un articolo in cui espone l'Ipotesi di Riemann.
- John Stuart Mill pubblica il Saggio sulla libertà.
- Karl Marx pubblica "Per la Critica dell'Economia Politica".
- Occupazione francese di Saigon.
- 26 gennaio – A Parigi viene firmata l'Alleanza sardo-francese tra il Piemonte e la Francia. L'accordo porterà alla Seconda guerra di indipendenza.
- 25 aprile – Iniziano i lavori per la creazione del Canale di Suez.
- 26 aprile – L'Austria dichiara guerra al Regno di Sardegna. Scoppia la Seconda guerra di indipendenza.
- 27 aprile – La Francia dichiara guerra all'Austria.
- 14 maggio – Napoleone III assume ad Alessandria il comando delle truppe sarde e francesi.
- 20 maggio – Battaglia di Montebello: Vittoria dei franco-piemontesi.
- 22 maggio – Sale al trono del Regno delle Due Sicilie Francesco II di Borbone.
- 27 maggio – Battaglia di San Fermo: Vittoria dei Cacciatori e liberazione di Como.
- 30-31 maggio – Battaglia di Palestro: Vittoria di Vittorio Emanuele II.
- 3 giugno – Battaglia di Turbigo: Vittoria franco-sabauda.
- 4 giugno
  - Battaglia di Boffalora – Prima fase della più nota Battaglia di Magenta. Vittoria franco-sabauda.
  - Battaglia di Magenta – Importante vittoria franco-sabauda, decisiva per la successiva liberazione di Milano.
- 8 giugno
  - Battaglia di Melegnano – Tra i più brevi e sanguinosi scontri della seconda guerra di indipendenza italiana, la battaglia vide l'esercito francese prevalere su quello austriaco.
  - Vittorio Emanuele II e Napoleone III entrano a Milano.
- 20 giugno – A Perugia i soldati svizzeri di Pio IX abbattono il Governo Provvisorio che chiede l'indipendenza dallo Stato Pontificio. Dopo essere entrati in città risalgono verso il centro massacrando sia i cittadini armati che le famiglie rifugiate nelle case.
- 24 giugno – Battaglia di Solferino e San Martino: Decisiva vittoria franco-sabauda, che decretò la perdita della Lombardia da parte dell'Impero d'Austria.
- 11 luglio – Armistizio di Villafranca tra Austria e Francia, a cui poi aderisce il Regno di Sardegna.
- 13 luglio – Esce il primo numero del quotidiano La Nazione, di Firenze.
- 21 luglio – Inaugurazione della linea ferroviaria Piacenza-Bologna.
- 4 agosto – Una sentenza della Corte di Cassazione francese vieta l'uso della lingua italiana in Corsica.
- 28 agosto – Comincia l'Evento di Carrington, la più grande tempesta solare che sia mai stata registrata da strumento umano.
- 2 settembre – Peggior tempesta solare storicamente registrata con aurore boreali ed australi anche ai tropici e cortocircuiti su tutte le linee telegrafiche mondiali.
- 17 settembre – Joshua A. Norton si autoproclama Imperatore degli Stati Uniti d'America con il nome di Norton I.
- 16 ottobre – Insieme ad un piccolo gruppo, John Brown attacca l'arsenale federale di Harpers Ferry (West Virginia), allo scopo di provocare una rivoluzione degli schiavi neri nella regione. Il presidente degli Stati Uniti James Buchanan ordina al colonnello dell'esercito Robert E. Lee di reprimere la sommossa.
- 10 novembre – Pace di Zurigo: L'Austria cede la Lombardia alla Francia che la passa al Regno di Sardegna.
- 24 novembre – Il naturalista britannico Charles Darwin pubblica L'origine delle specie, un libro che sostiene che gli organismi si sono evoluti gradualmente attraverso la selezione naturale (la prima edizione verrà subito esaurita).

## Nati
Ci sono circa 650 voci su persone nate nel 1859; vedi la pagina Nati nel 1859 per un elenco descrittivo o la categoria Nati nel 1859 per un indice alfabetico.

## Morti
Ci sono circa 270 voci su persone morte nel 1859; vedi la pagina Morti nel 1859 per un elenco descrittivo o la categoria Morti nel 1859 per un indice alfabetico.

## Calendario
| Calendario 1859 | Calendario 1859 | Calendario 1859 | Calendario 1859 | Calendario 1859 | Calendario 1859 | Calendario 1859 | Calendario 1859 | Calendario 1859 | Calendario 1859 | Calendario 1859 | Calendario 1859 | Calendario 1859 | Calendario 1859 | Calendario 1859 | Calendario 1859 | Calendario 1859 | Calendario 1859 | Calendario 1859 | Calendario 1859 | Calendario 1859 | Calendario 1859 | Calendario 1859 | Calendario 1859 | Calendario 1859 | Calendario 1859 | Calendario 1859 | Calendario 1859 | Calendario 1859 | Calendario 1859 | Calendario 1859 | Calendario 1859 | Calendario 1859 |
| --------------- | --------------- | --------------- | --------------- | --------------- | --------------- | --------------- | --------------- | --------------- | --------------- | --------------- | --------------- | --------------- | --------------- | --------------- | --------------- | --------------- | --------------- | --------------- | --------------- | --------------- | --------------- | --------------- | --------------- | --------------- | --------------- | --------------- | --------------- | --------------- | --------------- | --------------- | --------------- | --------------- |
|                 | 1               | 2               | 3               | 4               | 5               | 6               | 7               | 8               | 9               | 10              | 11              | 12              | 13              | 14              | 15              | 16              | 17              | 18              | 19              | 20              | 21              | 22              | 23              | 24              | 25              | 26              | 27              | 28              | 29              | 30              | 31              |                 |
| Gennaio         | Sa              | Do              | Lu              | Ma              | Me              | Gi              | Ve              | Sa              | Do              | Lu              | Ma              | Me              | Gi              | Ve              | Sa              | Do              | Lu              | Ma              | Me              | Gi              | Ve              | Sa              | Do              | Lu              | Ma              | Me              | Gi              | Ve              | Sa              | Do              | Lu              |                 |
| Febbraio        | Ma              | Me              | Gi              | Ve              | Sa              | Do              | Lu              | Ma              | Me              | Gi              | Ve              | Sa              | Do              | Lu              | Ma              | Me              | Gi              | Ve              | Sa              | Do              | Lu              | Ma              | Me              | Gi              | Ve              | Sa              | Do              | Lu              |                 |                 |                 |                 |
| Marzo           | Ma              | Me              | Gi              | Ve              | Sa              | Do              | Lu              | Ma              | Me              | Gi              | Ve              | Sa              | Do              | Lu              | Ma              | Me              | Gi              | Ve              | Sa              | Do              | Lu              | Ma              | Me              | Gi              | Ve              | Sa              | Do              | Lu              | Ma              | Me              | Gi              |                 |
| Aprile          | Ve              | Sa              | Do              | Lu              | Ma              | Me              | Gi              | Ve              | Sa              | Do              | Lu              | Ma              | Me              | Gi              | Ve              | Sa              | Do              | Lu              | Ma              | Me              | Gi              | Ve              | Sa              | Do              | Lu              | Ma              | Me              | Gi              | Ve              | Sa              |                 |                 |
| Maggio          | Do              | Lu              | Ma              | Me              | Gi              | Ve              | Sa              | Do              | Lu              | Ma              | Me              | Gi              | Ve              | Sa              | Do              | Lu              | Ma              | Me              | Gi              | Ve              | Sa              | Do              | Lu              | Ma              | Me              | Gi              | Ve              | Sa              | Do              | Lu              | Ma              |                 |
| Giugno          | Me              | Gi              | Ve              | Sa              | Do              | Lu              | Ma              | Me              | Gi              | Ve              | Sa              | Do              | Lu              | Ma              | Me              | Gi              | Ve              | Sa              | Do              | Lu              | Ma              | Me              | Gi              | Ve              | Sa              | Do              | Lu              | Ma              | Me              | Gi              |                 |                 |
| Luglio          | Ve              | Sa              | Do              | Lu              | Ma              | Me              | Gi              | Ve              | Sa              | Do              | Lu              | Ma              | Me              | Gi              | Ve              | Sa              | Do              | Lu              | Ma              | Me              | Gi              | Ve              | Sa              | Do              | Lu              | Ma              | Me              | Gi              | Ve              | Sa              | Do              |                 |
| Agosto          | Lu              | Ma              | Me              | Gi              | Ve              | Sa              | Do              | Lu              | Ma              | Me              | Gi              | Ve              | Sa              | Do              | Lu              | Ma              | Me              | Gi              | Ve              | Sa              | Do              | Lu              | Ma              | Me              | Gi              | Ve              | Sa              | Do              | Lu              | Ma              | Me              |                 |
| Settembre       | Gi              | Ve              | Sa              | Do              | Lu              | Ma              | Me              | Gi              | Ve              | Sa              | Do              | Lu              | Ma              | Me              | Gi              | Ve              | Sa              | Do              | Lu              | Ma              | Me              | Gi              | Ve              | Sa              | Do              | Lu              | Ma              | Me              | Gi              | Ve              |                 |                 |
| Ottobre         | Sa              | Do              | Lu              | Ma              | Me              | Gi              | Ve              | Sa              | Do              | Lu              | Ma              | Me              | Gi              | Ve              | Sa              | Do              | Lu              | Ma              | Me              | Gi              | Ve              | Sa              | Do              | Lu              | Ma              | Me              | Gi              | Ve              | Sa              | Do              | Lu              |                 |
| Novembre        | Ma              | Me              | Gi              | Ve              | Sa              | Do              | Lu              | Ma              | Me              | Gi              | Ve              | Sa              | Do              | Lu              | Ma              | Me              | Gi              | Ve              | Sa              | Do              | Lu              | Ma              | Me              | Gi              | Ve              | Sa              | Do              | Lu              | Ma              | Me              |                 |                 |
| Dicembre        | Gi              | Ve              | Sa              | Do              | Lu              | Ma              | Me              | Gi              | Ve              | Sa              | Do              | Lu              | Ma              | Me              | Gi              | Ve              | Sa              | Do              | Lu              | Ma              | Me              | Gi              | Ve              | Sa              | Do              | Lu              | Ma              | Me              | Gi              | Ve              | Sa              |                 |